# Jerbu tetradàctil
El jerbu tetradàctil (Scarturus tetradactyla) és una espècie de rosegador de la família dels dipòdids. Viu a l'est de Líbia i el nord d'Egipte. Es tracta d'un animal nocturn. Els seus hàbitats naturals són les zones amb vegetació dels saladars i els deserts argilosos situats a planes costaneres. Podria estar amenaçat per la desertificació. El seu nom específic, tetradactyla, significa ‘tetradàctil’ en llatí.